# Seleção Alemã de Futebol Americano
A Seleção Alemã de futebol americano, é a representante no futebol americano da Alemanha. É controlada pela AFVD. Eles competiram pela primeira vez a Copa do Mundo de Futebol Americano em 2003. Eles são membros da EFAF.

## Uniformes
| Helmet   |      |           |
| Left arm | Body | Right arm |
| Trousers |      |           |
| Socks    |      |           |
| Casa     |      |           |

| Helmet   |      |           |
| Left arm | Body | Right arm |
| Trousers |      |           |
| Socks    |      |           |
| Fora     |      |           |

## Resultados

### Copa do Mundo
- 1999 : Não se classificou
- 2003 : 3° Lugar
- 2007 : 3° Lugar
- 2011 : Não se classificou

### Copa Européia
- 1983 : 3° Lugar
- 1985 : 3° Lugar
- 1987 : 2° Lugar
- 1989 : 3° Lugar
- 1991 : Não se classificou
- 1993 : 3° Lugar
- 1995 : Não se classificou
- 1997 : Não se classificou
- 2000 : 2° Lugar
- 2001 : Campeão
- 2003 : Não disputou
- 2005 : 2° Lugar
- 2010 : Campeão
- 2014 : Campeão